# Rhododendron myrtifolium
Rhododendron myrtifolium là một loài thực vật có hoa trong họ Thạch nam. Loài này được Schott & Kotschy miêu tả khoa học đầu tiên.

## Hình ảnh

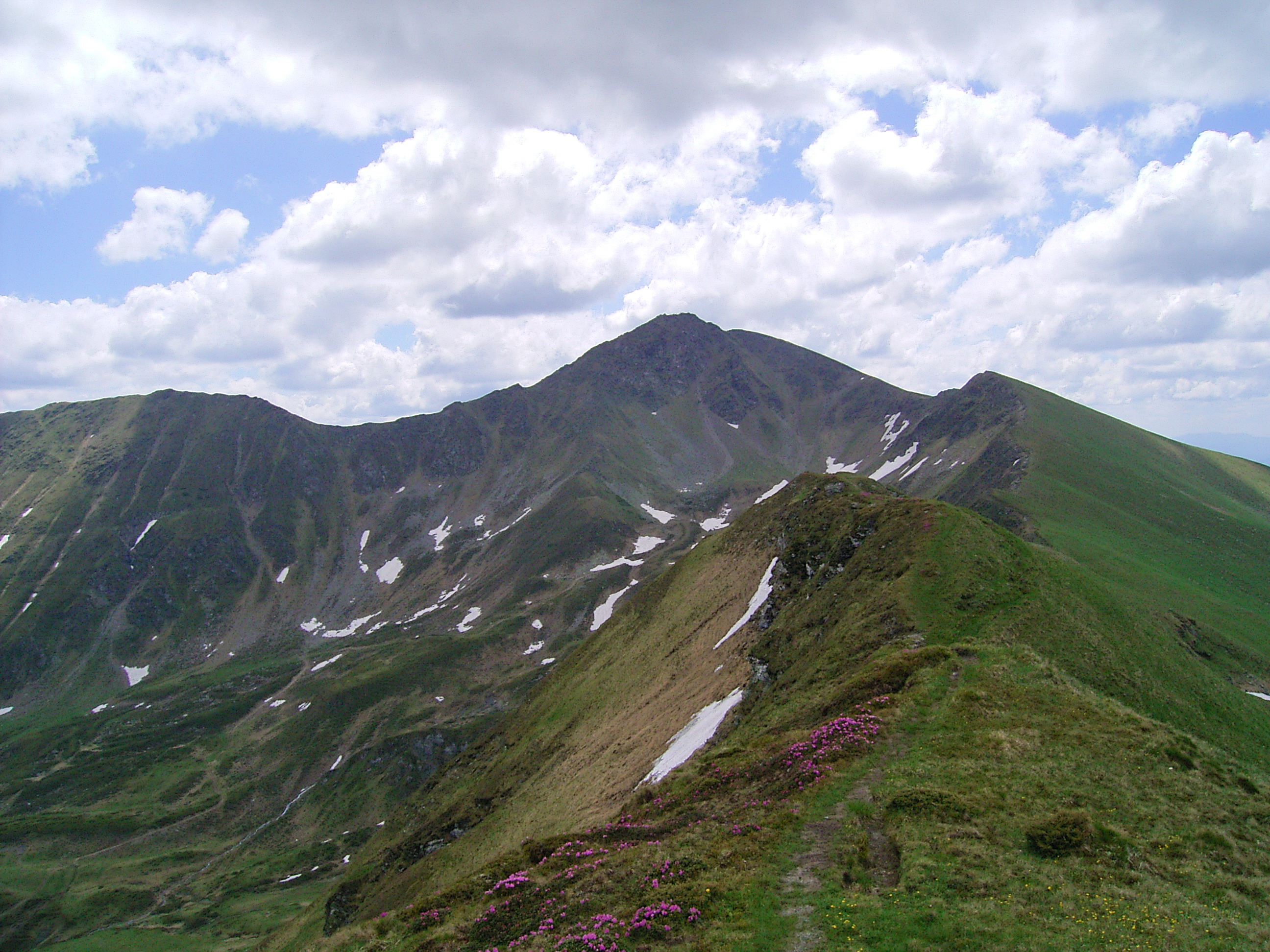
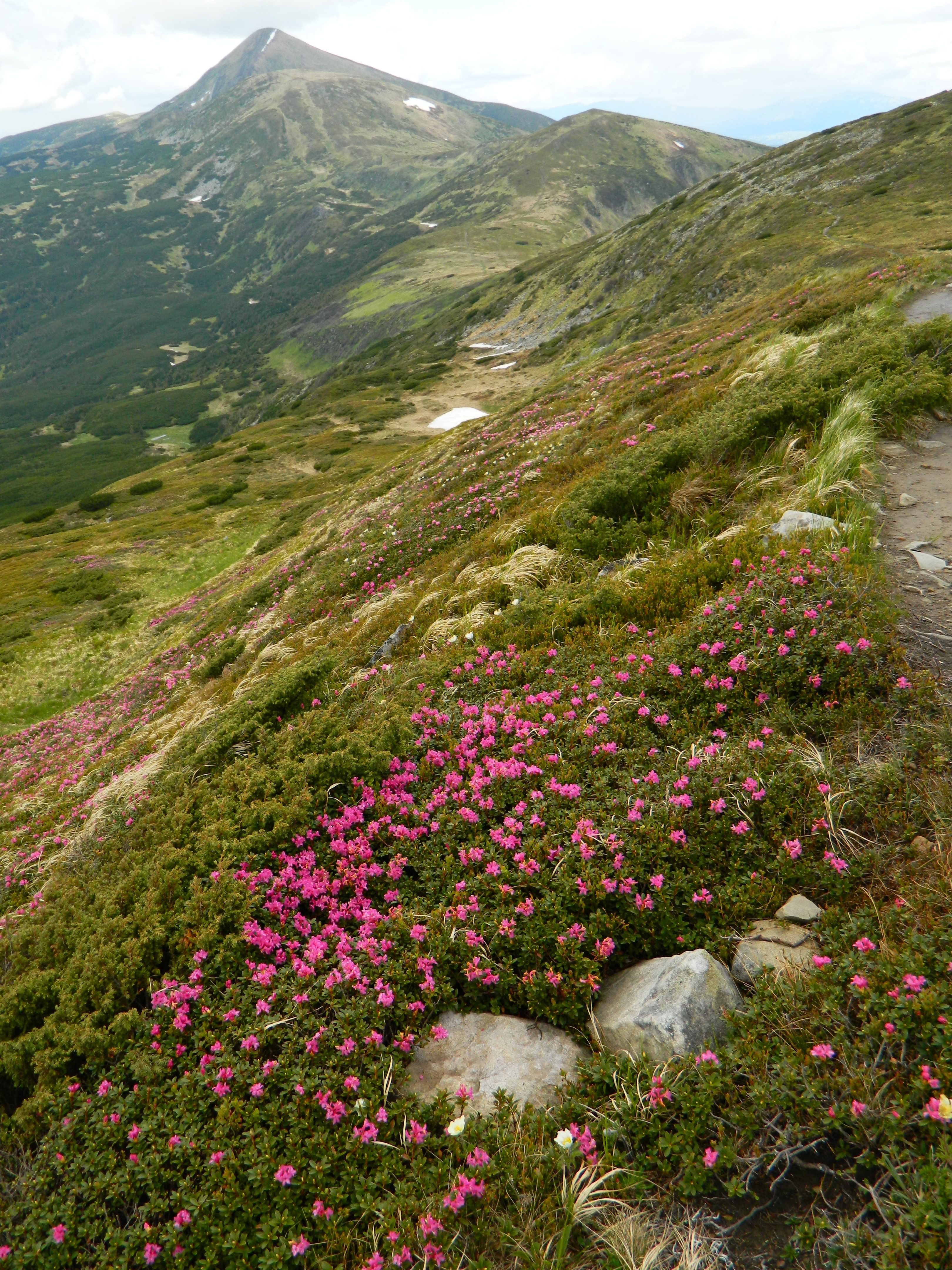
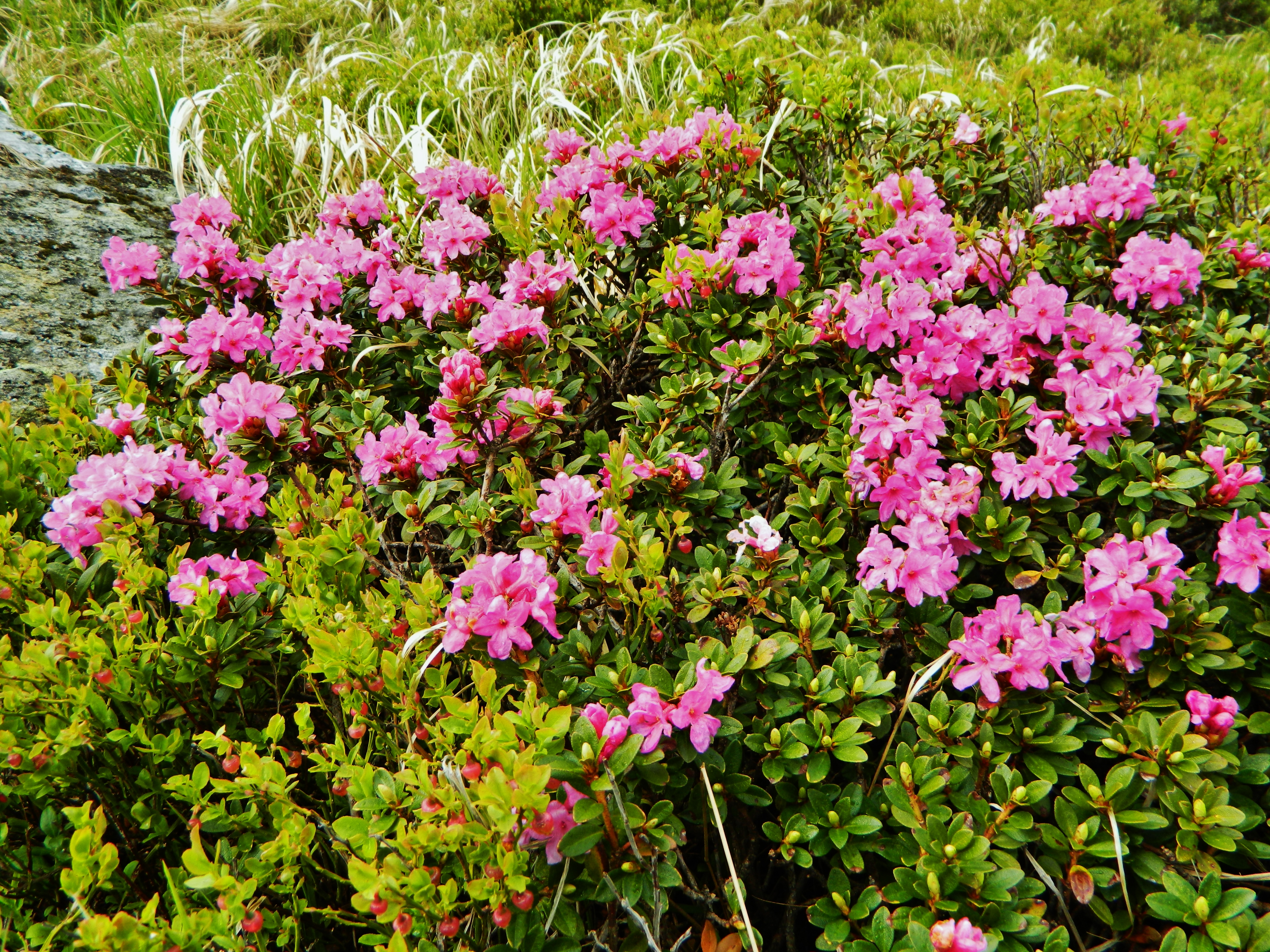
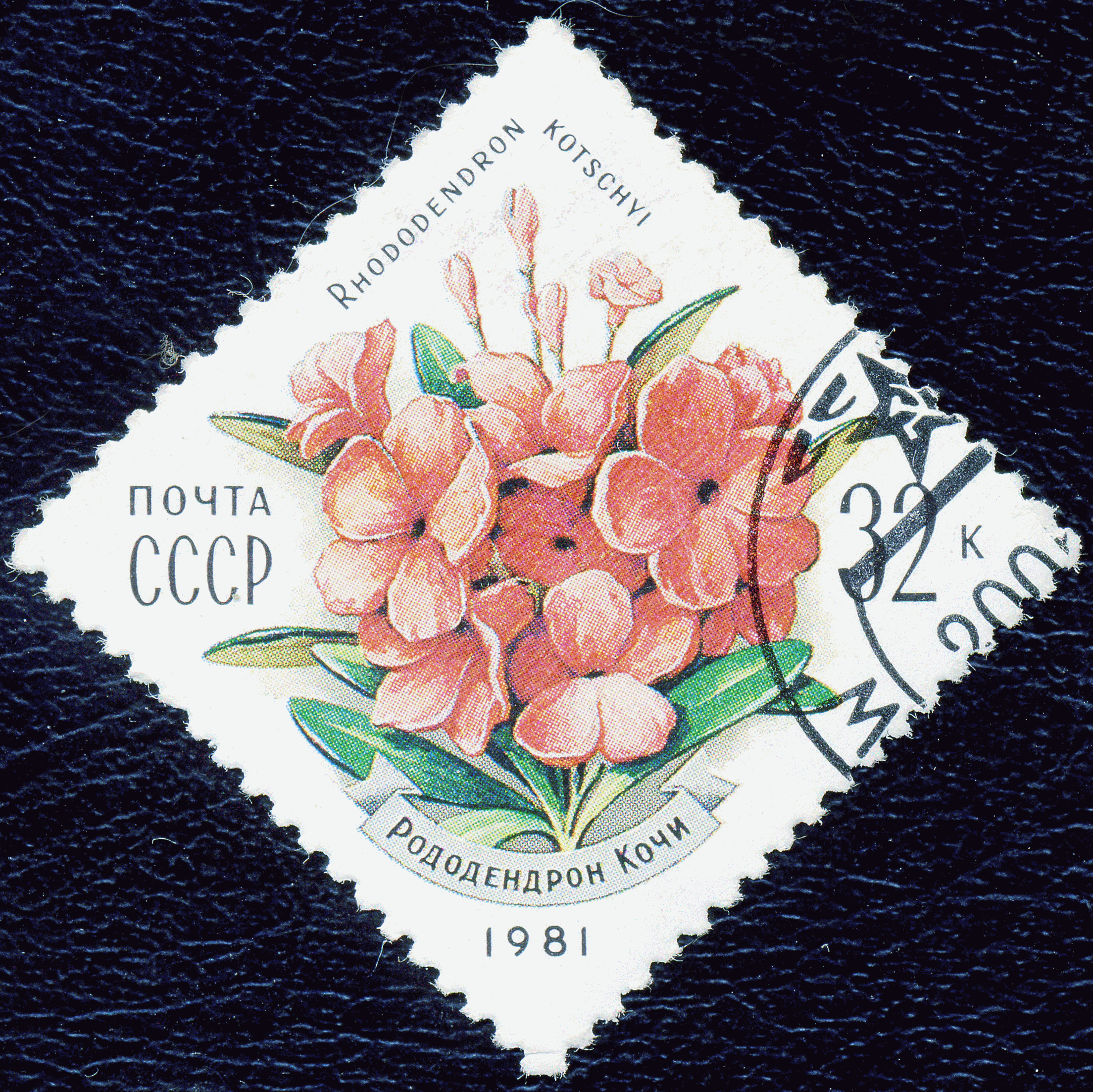